# Чемпионат Европы по конькобежному спорту 1892
Чемпионат Европы по конькобежному спорту 1892 года — второй неофициальный чемпионат Европы, который прошёл 25 января 1892 года в Вене (Австро-Венгрия). Победители определялись в отдельных дисциплинах, а не по сумме многоборья. Чемпионат проводился на трёх дистанциях: 1/3 мили (536 м) – 1 миля (1609 м) – 3 мили (4828 м). В соревнованиях принимали участие только мужчины — 4 конькобежца из 2 стран. Чемпионат 1892 года не признан ИСУ, но позднее включён в хронологию.

## Результаты чемпионата

#### Отдельные дистанции
| место | спортсмен      | страна  | время  |
| ----- | -------------- | ------- | ------ |
| 1     | Херманн Галлер | Австрия | 1.10,0 |
| 2     | Франц Шиллинг  | Австрия | 1.15,5 |
| 3     | Генрих Керн    | Австрия | 1.20,0 |

| место | спортсмен      | страна  | время  |
| ----- | -------------- | ------- | ------ |
| 1     | Франц Шиллинг  | Австрия | 3.53,2 |
| 2     | Херманн Галлер | Австрия | 4.03,0 |
| 3     | Генрих Керн    | Австрия | 4.11,0 |

| место | спортсмен      | страна  | время   |
| ----- | -------------- | ------- | ------- |
| 1     | Франц Шиллинг  | Австрия | 12.21,0 |
| 2     | Генрих Керн    | Австрия | 14.06,0 |
| 3     | Херманн Галлер | Австрия | 14.08,0 |

## Ссылка
Результаты конькобежного спорта с 1887 года и по наши дни. анг.